# Amnesia: A Machine for Pigs
Pour les articles homonymes, voir Amnesia.
Amnesia: A Machine for Pigs (en français : Une machine pour les porcs) est un jeu vidéo solo de genre survival horror en vue subjective. Développé par The Chinese Room et produit par Frictional Games, le jeu est une suite indirecte et le successeur de Amnesia: The Dark Descent. Il est également le prédécesseur de Amnesia: Rebirth sorti en octobre 2020.

## Synopsis
L'histoire prend place en 1899, soit plus de 60 ans après le premier opus. Le joueur incarne Oswald Mandus, un riche industriel, se réveillant dans son lit, en proie à une terrible fièvre et hanté par les visions d’une machine infernale. Torturé par les réminiscences d’une désastreuse expédition au Mexique, brisé par l’échec de ses utopiques projets industriels, rongé par la culpabilité et la maladie, il se réveille en plein cauchemar. La maison est silencieuse, mais sous ses pieds, le sol tremble au bon vouloir d’une infernale machine… Seule certitude, ses enfants courent un grave danger et lui seul peut les sauver.

## Système de jeu
À l'instar de son prédécesseur, A Machine for Pigs est un jeu vidéo solo de genre survival horror en vue subjective. Toutefois, le système d'histoires personnalisées (« custom stories ») qui permettait à la communauté de publier ses propres aventures personnalisées n'a pas été intégré à ce nouvel opus, diminuant par la même occasion la durée de vie du jeu.
Pour ce nouvel épisode, plusieurs éléments notables du précédent épisode ont été supprimés parmi lesquels le système de santé mentale, la gestion de l'inventaire ainsi que l'utilisation de la lampe à huile auparavant limitée en fonction de la quantité d'huile dont disposait le joueur. En effet, A Machine for Pigs a été davantage orienté sur l'ambiance et le scénario que sur les mécaniques établies dans The Dark Descent qui créaient une certaine difficulté. Le concept original de la licence reste tout de même au centre de jeu à savoir la peur de l'inconnu et le fait de se sentir perpétuellement en danger.
Le personnage ne peut pas attaquer ses ennemis.

## Personnage

### Jeunesse
Oswald Mandus est né dans une famille anglaise qui possédait une usine de transformation de viande, probablement la plus grande de Londres, créée en 1828. Il devient ensuite le chef de famille et épouse Lillibeth "Lily" Mandus. Il est en quelque sorte un chasseur. Il possède en effet une collection de fusils et un musée de peaux empaillées et entièrement montées de quelques grands mammifères, dont un hippopotame, un tamanoir, un grizzli et également un tapis en peau de léopard.

### Vie d'adulte
En 1890, la tragédie frappe la famille d'Oswald Mandus lorsque Lily, sa femme, décède à la suite de complications liées à l'accouchement. Depuis, il ne cesse de pleurer et de faire son deuil. Sa femme donne naissance à des jumeaux, nommés Edwin et Enoch. Ce dernier est le plus jeune des jumeaux, et Edwin est son frère aîné. Sur son lit de mort, il promet à sa femme qu'il prendra soin d'eux deux. Lily est par la suite enterrée et ses dents sont vendues pour fabriquer des poupées pour les pauvres.
À la fin des années 1890, Oswald Mandus a l'intention d'agrandir ses usines et de les doter de nouvelles machines afin de rendre ses lignes de production industrielle plus efficaces et plus sûres pour ses travailleurs, mais cette décision a des conséquences désastreuses. Il investit trop dans ses machines, sans retour immédiat, et la banque lui refuse le crédit, le condamnant pour avoir dilapidé la fortune familiale. Il est alors ruiné et craint que ce ne soit qu'une question de temps avant que les huissiers ne viennent reprendre possession de sa maison.

#### Expédition au Mexique
Désespéré, il commence à fouiller dans les papiers de son grand-oncle et fait des révélations surprenantes sur la Vitae (substance mystique qui est sécrétée dans le sang des mammifères lors de périodes de grand stress) du château de Brennenburg (lieu où se déroule The Dark Descent) et les Orbes mystiques (les mystérieuses orbes jouent un rôle majeur dans l'histoire de la série),,. Ne comprenant pas totalement leur fonction ou leur origine, Oswald Mandus y voit alors des opportunités commerciales, des sources d'énergie miraculeuses qui accéléreraient le développement et le sauveraient de la faillite. Il fait plusieurs expéditions au Mexique pour enquêter, emmenant plus tard ses enfants Edwin et Enoch avec lui. Grâce aux notes de son grand-oncle, il apprend l'emplacement d'un temple aztèque qui abrite un orbe, bien que les indigènes qu'il a rencontrés soient confus et déconcertés par la façon dont il a pu acquérir ces connaissances. Il récupère finalement l'orbe dans le temple en ruines.
Les jumeaux semblent avoir trouvé l'orbe en premier, l'appelant « œuf de pierre ». En entrant en contact avec elle, l'orbe révèle l'avenir à Oswald Mandus, en commençant par les guerres mondiales à venir. Il voit également le malheur auquel ses enfants bien-aimés vont être confrontés et se retrouve impuissant face à cela. Ils mourront seize ans plus tard, agonisant dans la boue à la suite d'éclats d'obus, lors de la bataille de la Somme en 1916 pendant la Première Guerre mondiale. Pour épargner à ses enfants ce sort horrible, il décide de les sacrifier sur les marches du temple. Il peut également avoir fait cela pour réveiller le pouvoir de l'orbe. En deuil, et maudissant le monde, il ramène les crânes de ses deux garçons en Angleterre. Oswald Mandus change radicalement pour le pire et commence à haïr le monde et détester ses habitants, qu'il considère comme des porcs. Il cherche alors à refaire le monde et à éviter les guerres à venir en mécanisant l'ancienne pratique du sacrifice humain dont il avait vu les preuves au temple. Par la suite, une étrange maladie, sûrement une fièvre, s'empare d'Oswald Mandus.

#### Construction de la machine
La construction de la machine débute et Oswald Mandus commence à faire des expériences avec la Vitae, les restes des détrousseurs (serviteurs d'Alexandre de Brennenburg, propriétaire du château, et principaux ennemis dans The Dark Descent), et d'autres produits chimiques d'origine mondiale et extra-mondaine, dont le composé X,,. Il a recours à diverses malversations et cruautés sur le lieu de travail et en dehors, y compris le travail forcé d'enfants orphelins travaillant à l'intérieur de machines à haute pression et étant souvent ébouillantés à mort. Oswald Mandus commence alors à enlever les pauvres et les criminels de Londres, ceci dans le but de poursuivre ses sombres recherches.
En 1899, la construction de la machine et de ses Manpigs (principaux ennemis rencontrés dans A Machine for Pigs), est pratiquement terminée et est sur le point d'être entièrement automatisée. Il recueille les humains pour l'abattage et leur sang est utilisé comme sacrifice pour le temple en son centre. Le ministère et les membres du club de tir, des anciens amis et associés d'Oswald Mandus, se montrent soupçonneux et préoccupés par ces récentes activités. Ils décident alors d'engager le professeur A pour enquêter. Oswald Mandus trompe le professeur en question avec un alias, « l'Ingénieur », qui est vraisemblablement l'autre moitié de son âme. Il donne par la suite l'homme à manger à la machine.
Finalement, Oswald Mandus se réveille de la haine qui couve en lui depuis un an. Lui et « l'Ingénieur » se séparent alors pour une raison inconnue, envoyant son autre moitié dans la machine. Se considérant comme un monstre irrécupérable, il tente de mettre fin à ses jours en s'accrochant à des fils électriques mais échoue. Dans un ultime effort pour arrêter ce qu'il a commencé, il parcourt la machine et sabote ce qu'il peut. Il s'agit notamment de briser des fusibles électriques, d'éteindre des interrupteurs et de retirer des pièces de diverses machines. Lorsque tout est terminé, il se retire dans sa chambre, terrassé par la fièvre qu'il a contractée au Mexique, et s'endort. Il se réveille au son de l'appel de ses enfants. Cela réveille également le côté compatissant d'Oswald Mandus, qui s'était « endormi » depuis le Mexique. Il est maintenant temps pour la gentille moitié d'Oswald Mandus d'apprendre ce qu'il a fait au cours de l'année passée.

#### Événements dansA Machine for Pigs
Oswald Mandus est terrassé par la fièvre et hanté par les cauchemars d'une machine monstrueuse masquée par un autel aztèque. Il finit par reprendre conscience dans son propre lit, sans se souvenir du temps écoulé depuis son dernier souvenir. Tout ce qu'il sait, c'est que ses enfants, Edwin et Enoch, ont besoin de lui. Alors qu'il se lève du lit, quelque part sous lui, il entend un moteur rugir. Lorsqu'il se réveille d'un cauchemar causé par une fièvre, celle-ci ne l'a pas seulement fait délirer, mais la grave maladie a entraîné une perte de mémoire. L'entrepreneur ne se souvient plus que de son nom, et que ses enfants ont besoin de lui, ce qu'il se met immédiatement à rechercher.
Contrairement à Daniel (protagoniste antihéros et personnage principal du jeu The Dark Descent), qui a complètement effacé ses souvenirs, Oswald Mandus récupère lentement les siens et les notes dans son journal au fur et à mesure de ses progrès,. Au cours de ses recherches, il reçoit un appel téléphonique d'un homme mystérieux lui disant qu'il ne reverra pas ses enfants à moins de redémarrer la machine. Il fait confiance à cette voix et avoue qu'elle ressemble à celle de son jumeau disparu depuis longtemps, sans réaliser que c'est l'autre moitié de sa propre âme endommagée qui lui parle. Il se rend compte que des monstres ambulants errent dans les environs et il est témoin d'étranges abominations lorsqu'il s'aventure dans son domaine situé dans les profondeurs des caves. Sans se décourager, il met tout en œuvre pour retrouver ses enfants avant qu'ils ne subissent un quelconque préjudice.
Finalement, en suivant les conseils de « l'Ingénieur », il parvient à drainer les eaux de l'inondation et à redémarrer les grands moteurs, réactivant ainsi la machine. Lorsqu'il réalise qu'il a été trompé, il est trop tard. Son sombre alter ego révèle ses intentions de détruire la civilisation et d'empêcher les guerres futures. Son autre moitié est maintenant libre de recommencer à récolter et à transformer l'humanité en monstres. Elle envoie son armée de Manpigs dans les rues de Londres, attaquant ses habitants sans distinction et sans pitié. Réalisant qu'aucune aide extérieure ne peut venir et que ses enfants sont partis, Oswald Mandus jure de détruire cette machine à tout prix. Son âme brisée tente de le convaincre du contraire et d'abandonner, mais il affirme qu'il se rachètera auprès de ses enfants et lavera ses péchés. S'il n'y parvient pas, il en conclut qu'il est préférable pour un être irrécupérable de mourir avec ses créations que de continuer à vivre comme un monstre.
Il commence à saboter la machine une fois de plus, échappant aux Manpigs qui le poursuivent et tentent de l'arrêter. Dans les dernières heures du XIXe siècle, Oswald Mandus trouve le noyau et éteint définitivement la machine. Il se sacrifie alors sur une chaise mécanique à mécanisme d'horlogerie, qui imite le rituel aztèque consistant à arracher le cœur de la poitrine de la victime encore vivante. Oswald Mandus et la machine meurent ensemble à minuit, tandis que Londres et le monde entrent silencieusement dans le XXe siècle.

## Développement
En 2010, après la sortie de The Dark Descent, le studio suédois Frictional Games souhaite continuer la franchise Amnesia, mais n'a pas le temps de développer une suite à cause de ses projets en cours. Plus tard, l'entreprise rencontre Dan Pinchbeck de The Chinese Room à la Game Developers Conference Europe, où ils commencent à élaborer les plans du nouveau jeu. Initialement prévue pour 2012 et la fête de l'Halloween, la sortie du jeu est repoussée pour début 2013 puis courant 2013. Dan Pinchbeck explique ce retard par le fait que le projet a évolué vers quelque chose de beaucoup plus vaste.
En février 2013, Frictional Games annonce que la phase de développement du jeu est en retard.
Les précommandes sont fixées pour fin août 2013 et la sortie définitive du jeu est quant à elle pour le 10 septembre 2013.

## Marketing
L'annonce de A Machine for Pigs a été précédée par un marketing viral et une campagne de jeu en réalité alternée qui commença quand Frictional Games mit à jour leur site Next Frictional Game. Le site présentait une image très floue, le logo d’Amnesia où on pouvait lire « Something is emerging... ». L'image renvoyait sur Google Maps, centré sur la Chine. Une suite de mises à jour du site donnait des indices sur l'investissement du studio The Chinese Room dans le développement du jeu. Le code source de la page menait les fans à une page qui ressemblait à une console avec des commandes exécutables et un compte à rebours. À la fin du compte à rebours, on pouvait lire sur la page « A Machine for Pigs, coming fall 2012 ». Finalement, le jeu est officiellement annoncé sur le blog consacré aux jeux vidéo Joystiq.

## Accueil
A Machine for Pigs a reçu un accueil mitigé, voire positif. Le site internet IGN a attribué au jeu une note de 8,3/10, le qualifiant de « plongée merveilleusement troublante dans le monde de l'horreur psychologique », louant l'atmosphère du jeu, son environnement et son « histoire macabre et sauvagement poignante », tout en critiquant le fait que The Chinese Room, le développeur du jeu, ait supprimé de nombreux mécanismes du premier opus, ainsi que ses énigmes simples et insatisfaisantes. Le jeu a obtenu une note de 72/100 sur le site web Metacritic, mais les avis des utilisateurs étaient plus mitigés, avec un 5,7/10. En 2022, les évaluations récentes sur plateforme Steam sont plutôt positives et les évaluations totales moyennes.

## Postérité
Une suite nommée Amnesia: Rebirth est sortie le 20 octobre 2020. Cet opus a été développé et produit entièrement par le studio suédois Frictional Games.
Dans ce troisième opus, le joueur incarne Tasi Trianon, une femme se réveillant au beau milieu du désert en Algérie. Le jeu est décrit comme une nouvelle plongée dans les ténèbres avec un périple atroce à travers la désolation et le désespoir explorant les limites de la résilience humaine.